# Umberto Broccoli
Umberto Broccoli (Roma, 4 settembre 1954) è un archeologo, autore televisivo, conduttore radiofonico, conduttore televisivo e saggista italiano, dal 2008 al 2013 Sovrintendente ai beni culturali di Roma Capitale.

## Biografia
Figlio dell'autore televisivo Bruno Broccoli, dopo la maturità al liceo classico Tasso di Roma nel 1972, si laurea in Lettere classiche nel 1976 con una tesi in archeologia cristiana presso la facoltà di Lettere e filosofia dell'Università degli Studi di Roma "La Sapienza", dove successivamente insegna per tre anni, dal 1976 al 1979, epigrafia cristiana antica, greca e latina, iconografia paleocristiana, scultura e mosaici. Dopo la specializzazione alla Scuola nazionale di Archeologia dell'Università degli Studi di Roma consegue nel 1978 il baccalaureato e licenza al Pontificio Istituto di Archeologia Cristiana, presso l'Università Pontificia.
È stato direttore del Castello di Giulio II di Ostia dal 1980 al 1987 e membro del Consiglio Nazionale per i Beni Culturali. Come archeologo medievista, ha successivamente lavorato per la Soprintendenza Archeologica di Roma. Tra il 1988 e il 1992 è stato membro del Consiglio nazionale per i Beni Culturali del Ministero per i Beni Culturali e Ambientali e redattore di riviste specialistiche di archeologia medievale. Dal 1º agosto 2008 al 12 giugno 2013 è stato Sovrintendente ai beni culturali di Roma Capitale. Per questo incarico è stato insignito della onorificenza di Commendatore della Repubblica dal Presidente Giorgio Napolitano.
È stato direttore artistico, nel 2006, della prima edizione di Archeofestival di Perugia, manifestazione dedicata alla promozione e alla valorizzazione dei beni archeologici.
Dal 2005 al 2008 è stato professore a contratto presso la Facoltà di Scienze della Comunicazione dell'Università degli Studi di Roma "La Sapienza", dove ha tenuto corsi sulla Storia della radio e della televisione e su "Principi di scrittura". Dal 2015 insegna storia del cinema e Storia dell'arte alla Scuola di alta formazione dell'Istituto centrale per la patologia degli archivi e del libro del Ministero della cultura.
Per il Ministero per i Beni e le Attività Culturali è stato direttore artistico, nonché conduttore e autore di Sulle sponde del mio Tevere, incontri-spettacolo sulla città di Roma e la sua cultura, presso la sala dello Stenditoio nel complesso monumentale di San Michele a Ripa Grande (tra i protagonisti Gigi Proietti, Mario Monicelli, Roberto Vecchioni, Armando Trovajoli). Da giugno 2015 è Direttore artistico della Maccarese s.p.a., presso il Comune di Fiumicino.
Si professa cattolico.

### Attività televisiva, teatrale e cinematografica
Come autore e conduttore ha realizzato per la Rai programmi radiofonici e televisivi, nonché produzioni cinematografiche ed eventi teatrali. Tra i più importanti: La straordinaria storia d'Italia (Rai 1, 1985), Italia mia (Rai 1, 1986), Portomatto (Rai 1, 1988), Italia ore 6 (Rai 1, 1990), Ciao Italia (Rai 1, 1992), Cinquecento, ma non li dimostra (Radio1, 1992), Il processo ai mondiali (Rai 3, 1994), Anni azzurri (Rai 3, 1995), Telesogni (Rai 3, dal 1995), Luna Park (Rai 1, 1995-1997), Unomattina estate (Rai 1, 1998), L'una italiana (Rai 1, 2001), Novecento (Rai 3, 2001, Rai 1, 2002-2003), Unomattina (Rai 1, 2014).
Dal 1982 ha iniziato una collaborazione artistica con Patrizia Cavalieri, con lui autrice della maggior parte dei programmi radiofonici e spettacoli teatrali e poi, successivamente, sua vicaria alla sovrintendenza ai beni culturali di Roma capitale dal 2008 al 2013. È ideatore del programma La Zingara, di cui è autore dei testi, con il padre Bruno, sia nella versione in studio, sia nella versione itinerante nelle piazze italiane.
Dal 2004 al 2006 è andato in onda quotidianamente su Canale 5 nella trasmissione televisiva Tutte le mattine con la rubrica "Amando", spazio dedicato alla poesia.
Dal 2017 al 2023 è stato nel cast de I fatti vostri su Rai 2, dove si occupava di argomenti di storia, costume e società, nonché momenti qualificanti della storia dello spettacolo.
Tra gli altri eventi teatrali ha scritto, diretto e interpretato: nel 1999 Luci colori e note per la pace, in scena a L'Aquila e nel 2000 Per le vite ritrovate, serata inaugurale del Teatro Massimo di Palermo, con la partecipazione di Franco Battiato e Manlio Sgalambro; nel 2009 Romàntìca - Accenti sulle Storie di Roma, rassegna di spettacoli inediti di parole e note, promossa dalla città di Roma, in sei appuntamenti la domenica mattina con grandi nomi italiani della musica, del cinema e del teatro tra cui Franco Battiato, Mario Monicelli, Uto Ughi, Edoardo Vianello, Tosca e Gigi Proietti; nel 2009 il concerto-spettacolo Verso (per) la libertà, a vent'anni dalla caduta del Muro di Berlino, con Enrico Ruggeri e Andrea Mirò; nel 2011 è la volta di 150 ma non li dimostra, spettacolo con Gigi Proietti per le celebrazioni del 150º anniversario dell'Unità d'Italia. Nel 1999 ha scritto e diretto il film, prodotto dalla Regione Toscana, Ritorno al viaggio.
Nel 2015 è stato narratore di una puntata del programma Techetechete'. Nel 2019 è stato ospite fisso, con la rubrica "Sembra ieri", a TuttoChiaro, spin-off di Unomattina Estate, in onda su Rai 1 e condotto da Monica Marangoni.
Nel 2020 scrive e conduce con Maurizio Costanzo, su Rai 2, il programma Rai, storie di un'Italiana, con contributi dalle Teche Rai. Nel 2021 è ospite fisso e autore, con Anna Pagliano, di Viaggio nella grande bellezza, su Canale 5, con Cesare Bocci, dedicato alle città di Roma, Torino, Venezia, Assisi, Orvieto e alla figura di Leonardo da Vinci.
Dal 2023 è nel cast del programma di Rai 1 La volta buona, condotto da Caterina Balivo.

### Attività radiofonica
Debutta nel 1977 con Il mattiniere sull'allora secondo canale (l'attuale Radio 2). Ha scritto e condotto numerosi programmi radiofonici: Buongiorno di Radiodue (Radio 2, 1989), Italia ore 6 (Rai 1, 1990), La penisola del tesoro (Radio1, 1991-1992), Orasesta (Radio 1, 1991-1992), Cinquecento, ma non li dimostra (Radio1, 1992), La scoperta dell'Europa (Radio1, 1992-1993), Italia. Istruzioni per l'uso (Radio1, dal 1993), Signori illustrissimi (Radio 1, 1993-1994), Questa sera a via Asiago 10 (Radio 1, 1997).
Dal 1999 al 2014 ha condotto su Rai Radio 1, una delle trasmissioni più seguite dei palinsesti, Con parole mie, con la regia di Luca Bernardini. Parallelamente, nel palinsesto del fine settimana, conduceva la trasmissione In Europa.
Per gli ottant'anni della radio, da gennaio a ottobre del 2004, ha scritto e condotto Ottantaradio, in diretta dagli studi Rai della Toscana. Per Rai Isoradio ha scritto e condotto la rubrica dedicata a Le Storie della Storia.
Nel 2018 ha ripreso a collaborare con Rai Radio 1 partecipando, in voce, come ospite nella rubrica I viaggi di Radiouno curata da Sandro Marini, in onda tutte le domeniche mattina.
Dall'estate 2019 ha ripreso a condurre, sempre per la regia di Luca Bernardini, una trasmissione su Radio Uno, dal titolo La Radio in comune, ispirata al successo di Con parole mie e poi rinnovata per ulteriori tre stagioni nelle estati del 2020, 2021 e 2022.
Da gennaio 2022 conduce il podcast Parole di pietra, prodotto dalla Rai con la regia di Luca Bernardini, con pubblicazione settimanale delle puntate su RaiPlay Sound. Il format parte dalla citazione di una frase o di una storia tratta dalla storia e filosofia antica per poi sviluppare pensieri al fine di dimostrarne l'attualità nonostante lo scorrere del tempo.
Nel 2023, l'anno che porta al centenario della radiofonia italiana (6 ottobre 1924), conduce la trasmissione Cento un secolo di radio in cui racconta la storia della radio italiana dalle origini fino ai tempi moderni, con testimonianze tratte dalle Teche Rai.
Nel 2025 conduce Successo. Storie e voci dal Novecento, trasmesso da Rai Radio 1 a partire dal 13 gennaio 2025, un programma che si propone di valorizzare l’ampio archivio sonoro conservato nelle Teche Rai, offrendo agli ascoltatori uno spaccato del Novecento attraverso documenti storici, voci, eventi e curiosità.

### Attività letteraria
Ha pubblicato numerosi saggi e libri con Laterza, Curcio, Le Monnier, Rai Eri, Rizzoli e ha collaborato con settimanali e quotidiani (La Repubblica, TV Sorrisi e Canzoni, Reset, Archeo, L'Osservatore Romano). Per il Corriere della Sera scrive su Sette la rubrica Storie (di) note. Nel 2002, per la Rai Eri e Dischitalia, ha pubblicato il compact-disc Voce del verso amare, raccolta di liriche d'amore con musiche originali di Franco Battiato.
Il nonno, generale dell'esercito italiano, Umberto Broccoli, fu capo del Servizio informazioni forze armate (SIFAR), dal marzo 1951 al settembre 1952. Collabora da tempo anche con Gnosis. Rivista italiana di Intelligence, pubblicando saggi e monografie.

### Attività archeologica e di sovrintendenza ai beni culturali

Con papa Giovanni Paolo II nel 1986 all'inaugurazione del Castello di Ostia Antica

Vincitore nel 1978 del concorso da Ispettore archeologo medievista, ha diretto e coordinato decine di campagne di catalogazione e censimento di reperti archeologici nei magazzini delle soprintendenze, nelle raccolte private, nei chiostri delle chiese, conducendo parallelamente numerosi scavi archeologici. Tra i più importanti, quelli presso: la Necropoli etrusco villanoviana dei Quattro fontanili di Veio (1974); la Basilica paleocristiana di Sant'Ippolito a Isola Sacra in Fiumicino (1974-1979); il Complesso tardo romano, altomedievale di Cornus, a Oristano (1976-1979); il borgo medievale di Ostia antica e nel fossato del Castello di Giulio II (1982-1986); il chiostro dei certosini nel Museo Nazionale Romano, Piazza delle Finanze, a Roma (1987-1989); vari scavi di nel territorio suburbano di Roma (Via Laurentina-Grotte de' Penseroni; tombe latine, scavo nella basilica paleocristiana, tra il 1989 e il 1991); scavi di pubblica utilità nel Centro storico di Roma (Via del Teatro di Marcello, via del Foro Olitorio, Via Quattro Novembre, Via delle Tre Cannelle, tra il 1992 e il 1994).
Come Sovrintendente ai Beni Culturali del Comune di Roma Capitale, dal 2008 al 2013, ha ispirato la propria attività al principio "comunicazione-manutenzione-messa a reddito". Tra gli interventi più importanti per la salvaguardia e tutela del patrimonio: l'avvio del restauro del Colosseo e della Fontana di Trevi; il monitoraggio dello stato di conservazione delle Mura aureliane e dell'Acquedotto Felice; la costituzione di un Comitato editoriale di Sovrintendenza; l'apertura di nuovi spazi (Macro, Pelanda, Palazzo Braschi, Casa Moravia, Museo della Repubblica Romana e della memoria garibaldina, Galleria d'arte moderna di Roma Capitale, Area Sacra di Sant'Omobono); l'organizzazione per le manifestazioni per i 140 anni di Roma Capitale (1870-2010) e per i 150 anni dell'Unità d'Italia (1861-2011); il restauro di importanti monumenti e opere (Fontana di piazza San Giovanni in Laterano, Monumento ai Caduti di Nassiriya, Statua di Pasquino, riqualificazione del Mausoleo di Augusto e di Piazza Augusto Imperatore, Fontana della Barcaccia).

## Riconoscimenti
Nel 1997 ha vinto il premio "Diego Fabbri" per la saggistica con il volume Mamma Rai. Storia e storie del servizio pubblico radiotelevisivo ed è arrivato finalista per il premio Satira con il libro Luna Park. La Zingara.
Tra gli altri numerosi riconoscimenti: il Sarchiapone-Walter Chiari, a Cervia nel 1999; Penne pulite, premio speciale per il giornalismo di informazione culturale, a Sarteano nel 2000; Antiqua per la divulgazione sui beni culturali, a Roma nel 2001; Premio Pannunzio per l'impegno nella divulgazione culturale, a Lucca nel 2003; Guidarello d’oro, per l’informazione culturale, premiato da Sergio Zavoli, a Ravenna nel 2004; Microfono di cristallo RAI a Firenze nel 2004.
Nel 2009 riceve il Premio Eugenio Montale – Fuori di casa per il giornalismo RAI e l'attualizzazione della cultura classica con la seguente motivazione: «Broccoli, “con parole sue”, negli anni ci ha fatto comprendere quanto attuale sia ancora nel nostro tempo la lezione dei pensatori dell'antichità e quanto importante rileggerne le pagine». Nel 2017 riceve il Premio Lucio Colletti per il giornalismo.
Il 24 gennaio 2014 riceve al Quirinale l'onorificenza di Commendatore della Repubblica Italiana.
Nel 2018 è stato nominato Carabiniere onorario. Ha grande passione per lo sport avendo giocato nelle nazionali giovanili della pallavolo e con la SS. Lazio in categoria A2 (dal 1968 al 1986). Successivamente è dirigente ed in seguito inizia ad allenare la formazione che militava nella serie C2 e riesce a conquistare la promozione. Nel 1995/96 torna ad occuparsi di Pallavolo nella SS. Lazio, sia come allenatore che come dirigente, fino al 2000.

## Pubblicazioni
Ha pubblicato numerosi saggi e volumi con Laterza, Curcio, Le Monnier, Rai Eri. Qui di seguito i principali:
- Umberto Broccoli e Bruno Broccoli, Luna park: la zingara: mille proverbi, filastrocche, motti e detti celebri dal programma di Raiuno, Roma, Rai Eri, 1996, ISBN 88-397-0953-3.
- Umberto Broccoli, Claudio Ferretti e Barbara Scaramucci, Mamma RAI: storia e storie del servizio pubblico radiotelevisivo, Firenze, Felice Le Monnier, 1997, ISBN 88-00-84014-0.
- Umberto Broccoli e Claudio Ferretti, Telesogni dalla A alla Z : [dal Telegiornale3], disegni di Giuliana Serano, Rai Eri, 1999, ISBN 88-397-1050-7.
- Umberto Broccoli, Segni, in Massacciucoli il lago di Puccini, Greentime, 2002.
- Umberto Broccoli, Voce del verso amare, Rai Eri, 2003, ISBN 978-88-397-1243-1.
- Umberto Broccoli, La poesia dell'amore/L'amore fa rima, Arnoldo Mondadori Editore, 2009, ISBN 978-88-04-58453-7.
- Umberto Broccoli, Luoghi Comuni. Da Catullo a Battisti, il gioco eterno delle passioni, Rizzoli, 2013, ISBN 978-88-17-06735-5.
- Umberto Broccoli, Spiedi: cibo e servizi segreti, Roma, Nuova Argos, 2015, ISBN 978-88-88693-16-3.
- Umberto Broccoli, Questa è la storia. Canzoni pop e vicende italiane. Lato A 1938-1968, Pellegrini, 2016, ISBN 9788868224745.
- Umberto Broccoli, Questa è la storia. Cinquant'anni di storia italiana attraverso le canzoni, a cura di Patrizia Cavalieri, introduzione di Pier Luigi Vercesi, Milano, Bompiani, 2019, ISBN 978-88-452-9522-5.

Tra le pubblicazioni specialistiche:
- L'Abbazia delle Tre Fontane: fasi paleocristiane e altomedievali del complesso ad Aquas Salvias in Roma, Vivere in, 1980. 2560795003306
- Corpus della Scultura Altomedievale. Tomo V. Il Suburbio, 1, CISAM - Centro Italiano di Studi sull'Alto Medioevo, 1981. 2560369119686
- Il catalogo del museo di Terracina, Roma, 1982.
- Terracina. Museo e raccolte civiche. 1. Materiali di provenienza nota, Bardi editore, 1982. 2560719116372
- Ostia paleocristiana, Ministero per i beni culturali e ambientali, Soprintendenza archeologica di Ostia, 1984.
- Una fondazione roveresca ad Ostia Antica: le vicende della Rocca di Giulio II tra storia locale ed archeologia, Cooperativa Tipograf editore, 1985.
- Archeologia e Medioevo: il punto sull'archeologia medievale italiana, Laterza, 1986, ISBN 978-88-420-2710-2.
- Le storie della Storia, prefazione di Jacques Le Goff, Armando Curcio Editore, 1991.